# Mihael Gabrijel Tomšič
Mihael Gabrijel Tomšič (tudi Miha Tomšič), slovenski strojni inženir in strokovnjak za energetiko, * 10. avgust 1941, Ljubljana, † oktober 2019.

## Življenje in delo
Miha Tomšič, sin Vide in Toneta Tomšiča, je leta 1964 diplomiral na ljubljanski Fakulteti za strojništvo, magistriral na Kansas State Univesity (ZDA) leta 1968 s področja jedrske energetike, doktoriral pa s področja tehniških znanosti na Univerzi v Ljubljani leta 1971. V letih 1969−1976 je bil vodja odseka za reaktorsko tehniko na Institutu Jožef Stefan (IJS). V letih 1972-1976 je bil zaposlen na ljubljanski Fakulteti za strojništvo, najprej kot docent in kasneje kot izredni profesor. V letih  1976 do 1982 je bil vodja skupine za reaktorsko tehniko na IJS in koordinator varnostnih analiz za Jedrsko elektrarno Krško, kasneje pa vodja odseka za energetiko in vodenje procesov  IJS. 
V letih 1990-1992 je bil v 1. vladi Republike Slovenije in sicer kot predstavnik Zelenih Slovenije; najprej kot član Stranke demokratične prenove, na listi katere je kandidiral, kasneje kot član Zelenih. Najprej je bil imenovan za predsednika Komiteja za energetiko, nato je postal državni sekretar oz. po spremembi zakona o vladi 1991 minister za energetiko.
Po letu 1992 je deloval v v nevladnih okoljskih organizacijah. Bil je ustanovni predsednik in nato častni predsednik Slovenskega E-foruma, društva za energetsko ekonomiko in ekologijo.